# Чемпіонат світу з хокею із шайбою 1934
Чемпіонат світу з хокею із шайбою 1934 — 8-й чемпіонат світу з хокею із шайбою, який проходив в період з 3 лютого по 11 лютого 1934 року. Матчі відбувались у Мілані. 
У рамках чемпіонату світу пройшов 19-й чемпіонат Європи.

## Попередній раунд

### Група А
- Угорщина —  Велика Британія 2:0 (0:0,1:0,1:0)
- Чехословаччина —  Велика Британія 1:2 (1:0,0:1,1:0)
- Угорщина —  Чехословаччина 0:1 (0:0,0:0,0:1)

| М |                 | М | В | Н | П | Ш   | Очк |
| - | --------------- | - | - | - | - | --- | --- |
| 1 | Угорщина        | 2 | 1 | 0 | 1 | 2:1 | 2   |
| 2 | Чехословаччина  | 2 | 1 | 0 | 1 | 2:2 | 2   |
| 3 | Велика Британія | 2 | 1 | 0 | 1 | 2:3 | 2   |

Скорочення: М = підсумкове місце, І = ігри, Пер = перемоги, Н = нічиї, Пор = поразки, Ш = закинуті та пропущені шайби, О = набрані очки

### Група В
- Швейцарія —  Бельгія 20:1 (6:0,8:0,6:1)
- Франція —  Румунія 4:1 (2:0,1:0,1:1)
- Румунія —  Бельгія 3:2 (1:1,2:0,0:1)
- Швейцарія —  Франція 3:0 (2:0,0:0,1:0)
- Франція —  Бельгія 0:2 (0:1,0:1,0:0)
- Румунія —  Румунія 7:2 (3:1,4:1,0:0)

| М |           | М | В | Н | П | Ш    | Очк |
| - | --------- | - | - | - | - | ---- | --- |
| 1 | Швейцарія | 3 | 3 | 0 | 0 | 30:3 | 6   |
| 2 | Франція   | 3 | 1 | 0 | 2 | 4:6  | 2   |
| 3 | Румунія   | 3 | 1 | 0 | 2 | 6:13 | 2   |
| 4 | Бельгія   | 3 | 1 | 0 | 2 | 5:23 | 2   |

Скорочення: М = підсумкове місце, І = ігри, Пер = перемоги, Н = нічиї, Пор = поразки, Ш = закинуті та пропущені шайби, О = набрані очки

### Група С
- Німеччина —  Австрія 1:2 (1:0,0:1,0:1)
- Італія —  Німеччина 2:3 (2:0,0:2,0:1)
- Італія —  Австрія 1:0 (1:0,0:0,0:0)

| М |           | М | В | Н | П | Ш   | Очк |
| - | --------- | - | - | - | - | --- | --- |
| 1 | Німеччина | 2 | 1 | 0 | 1 | 4:4 | 2   |
| 2 | Італія    | 2 | 1 | 0 | 1 | 3:3 | 2   |
| 3 | Австрія   | 2 | 1 | 0 | 1 | 2:2 | 2   |

Скорочення: М = підсумкове місце, І = ігри, Пер = перемоги, Н = нічиї, Пор = поразки, Ш = закинуті та пропущені шайби, О = набрані очки

## Другий раунд

### Група D
- США —  Чехословаччина 1:0 (0:0,1:0,0:0)
- Чехословаччина —  Австрія 4:0 (0:0,1:0,3:0)
- США —  Австрія 1:0 (1:0,0:0,0:0)

| М |                | М | В | Н | П | Ш   | Очк |
| - | -------------- | - | - | - | - | --- | --- |
| 1 | США            | 2 | 2 | 0 | 0 | 2:0 | 4   |
| 2 | Чехословаччина | 2 | 1 | 0 | 1 | 4:1 | 2   |
| 3 | Австрія        | 2 | 0 | 0 | 2 | 0:5 | 0   |

Скорочення: М = підсумкове місце, І = ігри, Пер = перемоги, Н = нічиї, Пор = поразки, Ш = закинуті та пропущені шайби, О = набрані очки

### Група E
- Італія —  Угорщина 0:0 (0:0,0:0,0:0,0:0,0:0,0:0)
- Швейцарія —  Угорщина 1:0 (0:0,0:0,1:0)
- Італія —  Швейцарія 0:3 (0:1,0:2,0:0)

| М |           | М | В | Н | П | Ш   | Очк |
| - | --------- | - | - | - | - | --- | --- |
| 1 | Швейцарія | 2 | 2 | 0 | 0 | 4:0 | 4   |
| 2 | Угорщина  | 2 | 0 | 1 | 1 | 0:1 | 1   |
| 3 | Італія    | 2 | 0 | 1 | 1 | 0:3 | 1   |

Скорочення: М = підсумкове місце, І = ігри, Пер = перемоги, Н = нічиї, Пор = поразки, Ш = закинуті та пропущені шайби, О = набрані очки

### Група F
- Канада —  Франція 9:0 (4:0,5:0,0:0)
- Канада —  Німеччина 6:0 (0:0,3:0,3:0)
- Німеччина —  Франція 4:0 (2:0,0:0,2:0)

| М |           | М | В | Н | П | Ш    | Очк |
| - | --------- | - | - | - | - | ---- | --- |
| 1 | Канада    | 2 | 2 | 0 | 0 | 15:0 | 4   |
| 2 | Німеччина | 2 | 1 | 0 | 1 | 4:6  | 2   |
| 3 | Франція   | 2 | 0 | 0 | 2 | 0:13 | 0   |

Скорочення: М = підсумкове місце, І = ігри, Пер = перемоги, Н = нічиї, Пор = поразки, Ш = закинуті та пропущені шайби, О = набрані очки

## Кваліфікаційний раунд
- Німеччина —  Чехословаччина 1:0 ОТ

1. Німеччина
2. Чехословаччина
3. Угорщина угорці відмовились від подальшої участі

## Втішний раунд 7 - 12 місця
Збірні Франції відмовилась від подальшої участі, Бельгії провела одну зустріч, обидві збірні в підсумку посіли 11 місце.
- Велика Британія —  Бельгія 3:0
- Австрія —  Велика Британія 2:1 (0:1,0:0,2:0)
- Італія —  Румунія 3:0 (1:0,0:0,2:0)
- Австрія —  Румунія 3:1 (0:0,0:0,3:1)
- Італія —  Велика Британія 1:4 (0:1,0:1,1:2)
- Велика Британія —  Румунія 2:1 (2:0,0:1,0:0)
- Італія —  Австрія 2:2 (0:1,1:0,0:0,0:0,0:0,1:1)

| М  |                 | М                  | В                  | Н                  | П                  | Ш                  | Очк                |
| -- | --------------- | ------------------ | ------------------ | ------------------ | ------------------ | ------------------ | ------------------ |
| 7  | Австрія         | 3                  | 2                  | 1                  | 0                  | 7:4                | 5                  |
| 8  | Велика Британія | 3                  | 2                  | 0                  | 1                  | 7:4                | 4                  |
| 9  | Італія          | 3                  | 1                  | 1                  | 1                  | 6:6                | 3                  |
| 10 | Румунія         | 3                  | 0                  | 0                  | 3                  | 2:8                | 0                  |
| 11 | Франція         | відмова від участі | відмова від участі | відмова від участі | відмова від участі | відмова від участі | відмова від участі |
| 12 | Бельгія         | відмова від участі | відмова від участі | відмова від участі | відмова від участі | відмова від участі | відмова від участі |

Скорочення: М = підсумкове місце, І = ігри, Пер = перемоги, Н = нічиї, Пор = поразки, Ш = закинуті та пропущені шайби, О = набрані очки

## Фінальний раунд
| Півфінали                            |       |           |   |           |                              |
| 10 лютого 1934                       | Мілан | Канада    | – | Швейцарія | 2:1 ОТ (0:0,0:1,1:0,1:0)     |
| 10 лютого 1934                       | Мілан | США       | – | Німеччина | 3:0 (1:0,1:0,1:0)            |
| Матч за 3 місце (європейській фінал) |       |           |   |           |                              |
| 11 лютого 1934                       | Мілан | Німеччина | – | Швейцарія | 2:1 ОТ (0:0,0:1,1:0,0:0,1:0) |
| Фінал чемпіонату світу               |       |           |   |           |                              |
| 11 лютого 1934                       | Мілан | Канада    | – | США       | 2:1 (0:1,1:0,1:0)            |

## Підсумкова таблиця чемпіонату світу
|    | Канада          |
|    | США             |
|    | Німеччина       |
| 4  | Швейцарія       |
| 5  | Чехословаччина  |
| 6  | Угорщина        |
| 7  | Австрія         |
| 8  | Велика Британія |
| 9  | Італія          |
| 10 | Румунія         |
| 11 | Франція         |
| 11 | Бельгія         |

### Склад чемпіонів світу
Л. Берд, Т. Д'юер, Д. Д'юі, К. Лейк, Е. Пайпер, Е. Рождерс, Б. Шарф, Р. Сілвер, Р. Воткінс, Е. Велш, Г. Вілсон, К. Вудс. Тренер Д. Вокер.

## Підсумкова таблиця чемпіонату Європи
|   | Німеччина       |
|   | Швейцарія       |
|   | Чехословаччина  |
| 4 | Угорщина        |
| 5 | Австрія         |
| 6 | Велика Британія |
| 7 | Італія          |
| 8 | Румунія         |
| 9 | Франція         |
| 9 | Бельгія         |